# Comuna Mala Vilșanka, Bila Țerkva
Mala Vilșanka (în ucraineană Мала Вільшанка) este o comună în raionul Bila Țerkva, regiunea Kiev, Ucraina, formată din satele Bakalî și Mala Vilșanka (reședința).

## Demografie
Componența lingvistică a comunei Mala Vilșanka
     Ucraineană (97,61%)
     Rusă (2,19%)
     Alte limbi (0,15%)
Conform recensământului din 2001, majoritatea populației comunei Mala Vilșanka era vorbitoare de ucraineană (97,61%), existând în minoritate și vorbitori de rusă (2,19%).